# Fluevægt
Fluevægt er en vægtklasse i boksning, og repæsenterede oprindeligt den letteste af vægtklasserne for seniorer, og var placeret under bantamvægt. I dag er der i boksesporten opfundet en række supplerende vægtklasser, der ligger over og under fluevægt. 
I professionel boksning har der siden 1975 været let-fluevægt under fluevægt, og siden 1980 har super-fluevægt ligget over fluevægt. Super-fluevægt anerkendes dog ikke i officiel amatørboksning som defineret af AIBA. Let-fluevægt har været anerkendt i amatørboksning for seniorer siden 1968.
I professionel boksning er vægtgrænsen for fluevægt 112 engelske pund (50,802 kilogram) og for amatører 52 kg. Grænsen i amatørboksning har været flyttet flere gange, og den nuværende grænse har været gældende siden 2010. 
Fluevægt benyttes også som vægtklasse i andre sportsgrene end boksning, men har da andre definitioner.

## Fluevægt i professionel boksning
Vægtklassen fluevægt er den nyeste af de 8 "klassiske" vægtklasser inden for boksning. Oprindeligt boksede de letteste boksere i klassen bantamvægt, men kort efter år 1900 dukker betegnelsen fluevægt op. Den første registrerede officielle titelkamp i vægtklassen under navnet Fluevægt fandt sted i England den 25. maj 1903, hvor Owen Moran vandt det britiske mesterskab i klassen. Owen havde dog forinden bokset en række titelkampe, men disse var annonceret som værende mesterskabet i eksempelvis 108-punds og 110-punds-klassen. Først i 1913 arrangeres en VM-kamp i vægtklassen fluevægt, da englænderen Sid Smith vinder verdensmesterskabet i en kamp mod den franske mester i klassen Eugene Criqui. Kampen var tillige annonceret som værende også om europamesterskabet. Der var dog ikke fuld anerkendelse af VM-titlen fra amerikansk side, og først i 1916 kunne der kåres en generelt anerkendt mester i klassen, da waliseren Jimmy Wilde i London stoppede amerikaneren Young Zulu Kid i 11. omgang. 
To danskere er blevet europamestre i fluevægt: Eyub Can (1989) og Jesper D. Jensen (1996-1997). Den kenyanske fluevægter Stephen Muchoki var baseret i Danmark i en stor del af sin karriere, hvor han bl.a. boksede om VM-titlen.

## Fluevægt i amatørboksning
Fluevægt har været på det olympiske bokseprogram siden boksning optrådte første gang ved de Olympiske Lege i St. Louis i 1904. Første olympiske mester i klassen var amerikaneren George Finnegan, der få dage efter finalen tillige stillede op i finalen i bantamvægt, som han dog tabte. Finnegan opnåede således såvel guld- som sølvmedalje i boksning ved det samme OL. 

### Olympiske mestre
- 1904 –  George Finnegan
- 1920 –  Frankie Genaro
- 1924 –  Fidel LaBarba
- 1928 –  Antal Kocsis
- 1932 –  István Énekes
- 1936 –  Willy Kaiser
- 1948 –  Pascual Pérez
- 1952 –  Nate Brooks
- 1956 –  Terence Spinks
- 1960 –  Gyula Török
- 1964 –  Fernando Atzori
- 1968 –  Ricardo Delgado
- 1972 –  Georgi Kostadinov
- 1976 –  Leo Randolph
- 1980 –  Petar Lesov
- 1984 –  Steve McCrory
- 1988 –  Kim Kwang-sun
- 1992 –  Choi Chol-su
- 1996 –  Maikro Romero
- 2000 –  Wijan Ponlid
- 2004 –  Yuriorkis Gamboa
- 2008 –  Somjit Jongjohor
- 2012 –  Robeisy Ramirez